# NBA25周年オールタイムチーム
NBA25周年オールタイムチームは、アメリカ合衆国のプロバスケットボールリーグNBAの創設25周年を記念して1971年12月11日に発表された10人の偉大な選手。

## 選手
- F ジョー・ファルクス（1946-54）
- F ドルフ・シェイズ（1949-64）
- F ポール・アリジン（1950-62）
- F ボブ・ペティット（1954-65）
- C ジョージ・マイカン（1948-54, 1955-56）
- C ビル・ラッセル（1956-69）
- G ボブ・デイヴィス（1948-55）
- G ボブ・クージー（1950-63, 1969-70）
- G ビル・シャーマン（1950-61）
- G サム・ジョーンズ（1957-69）
- HC レッド・アワーバック